# Första italiensk-abessinska kriget
Första italiensk-abessinska kriget var ett italienskt kolonialkrig som utkämpades 1894-1896 mellan Italien och Abessinien (nuvarande Etiopien), och handlade om frågan om det italienska protektoratet över Abessinien. 

## Bakgrund
Det franska protektoratet över Tunisien 1881 hade väckt stort missnöje i Italien, vilket bland annat hade medfört att italienarna gick med i trippelalliansen. Det var den franska expansionen i Nordafrika som föranledde konseljpresident Francesco Crispi att föra en kolonial expansionspolitik. Den italienska staten övertog 1883 hamnstaden Assab vid Bab al-Mandab-sundet. När Suezkanalen öppnades hade ångbåtsrederiet Rubattino köpt staden 1869. Nu gick den över i italiensk ägo. 
Den vidare expansionen ledde till att Massawa, Etiopiens viktigaste hamnplats, blev italiensk besittning 1885. Etiopierna gick till anfall mot Massawa och massakrerade en italiensk truppstyrka vid Dogali den 26 januari 1887. Men eftersom mahdisterna ryckte in i Etiopien från Sudan tvingades kung Johannes IV att vända uppmärksamheten mot den nya fronten. Detta blev italienarnas räddning. År 1889 stupade Johannes vid Metemma. Eritrea förblev italiensk koloni.

## Kriget
Med italiensk hjälp lyckades Menelik, furste av Shoa, lägga beslag på kejsarkronan. I gengäld lovade han i fördraget i Ucciali 1889 att erkänna ett italienskt protektorat över Abessinien. Han annullerade dock avtalet sedan han återställt landets inre lugn. Därför började Crispi krig mot Abessinien. Den 25 mars 1895 gick italienska trupper över gränsen och besatte Adigrat. I september förklarade Menelik II formellt krig mot Italien. Etiopierna vann en mindre seger vid Amba Alagi den 8 december. Den 1 mars 1896 skingrades den italienska kolonialarmén på 2 000 man under general Oreste Baratieri fullständigt av etiopierna i slaget vid Adwa. Genom freden i Addis Abeba den 26 oktober 1896 tvingades Italien avsäga sig kravet på protektorat över landet och dessutom betala krigsskadestånd. 
Nederlaget dämpade italienarnas koloniseringsiver för lång tid framåt. Det ledde också till Crispis fall.